# Pediella
Pediella is een geslacht van rechtvleugeligen uit de familie veldsprinkhanen (Acrididae). De wetenschappelijke naam van dit geslacht is voor het eerst geldig gepubliceerd in 1937 door Roberts.

## Soorten
Het geslacht Pediella omvat de volgende soorten:
- Pediella ancashensis Cigliano, Amédégnato, Pocco & Lange, 2010
- Pediella cajamarcaensis Cigliano, Amédégnato, Pocco & Lange, 2010
- Pediella colorata Roberts, 1937
- Pediella juninensis Cigliano, Amédégnato, Pocco & Lange, 2010